# Ashkenazisk jødedom
 Denne artikel bør gennemlæses af en person med fagkendskab for at sikre den faglige korrekthed.

Ashkenazisk jødedom er den østeuropæiske jødedom, opkaldt efter "Ashkenaz", det hebraiske ord for "Tyskland", og oprindelig er de efterkommere af jøder, der bosatte sig i Rhindalen i 800-tallet. Efterhånden udvandrede en del af dem til Østeuropa og Rusland. De fleste nulevende jøder er ashkenaziske, og de fleste bosat i USA eller Israel. 

## Religionsudøvelse
Efterhånden som jødedommen udvikledes gennem århundrederne, opstod der ganske forskellige traditioner. Man taler særligt om to grupper af traditionssæt: De ashkenaziske jøder, som især var koncentreret i Østeuropa, og de sefardiske jøder på den iberiske halvø. På grund af vedvarende forfølgelser har jøder været tvunget til at flytte meget, og der findes således masser af lande hvor jøder praktiserer traditioner der ellers ikke er forventelige ud fra det geografiske område de opholder sig i.
Den relativt lille gruppe danske jøder har hovedsagelig bestået af ashkenaziske jøder, selv om der dog også har været en del sefardiske gennem tiderne.
Eksempler på forskelle mellem ashkenaziske og sefardiske jøder:
- Sprog: Ashkenaziske jøder har traditionelt talt det tyskbaserede jiddisch, mens sefardiske jøder har talt det spanskbaserede ladino. Hebraisk var ikke et levende sprog, men var frem til slutningen af 1800-tallet et rent liturgisk sprog.
- Udtale: Hebraisk kan udtales forskelligt (her skal det dog bemærkes at det er den sefardiske udtale der har vundet som det talte sprog i staten Israel, og rigtig mange ashkenaziske jøder vælger derfor den sefardiske udtale).
- Gravsten: Mens ashkenaziske jøder lader gravsten stå oprejst ved grave, lægger sefardiske jøder deres gravsten vandret ned, så den dækker graven.
- Gudstjenesten: Der er forskel på den jødiske gudstjeneste, afhængig af om det er en sefardisk eller ashkenazisk gudstjenesteritus man følger. Der er forskel på rækkefølgen af de forskellige tekster, der læses, og eventuelt tilføjelse eller bortfald af nogle mindre væsentlige salmer. Det er dog ikke sådan at en sefardisk jøde ikke kan deltage i en azhkenazisk gudstjeneste, eller omvendt.

## Kendte ashkenaziske jøder
- Albert Einstein
- Sigmund Freud
- Karl Marx – anså sig selv for ikke-religiøs
- Franz Kafka
- Gustav Mahler – forlod jødedommen i 1893
- Hannah Arendt
- Golda Meir
- Heinrich Heine – forlod jødedommen i 1830'erne
- Anne Frank
- Woody Allen
- Philip Roth
- Steven Spielberg
- Lise Meitner
- Leonard Bernstein